# 失憶殺人
《失憶殺人》，2025年2月22日於日本NHK BS Premium頻道播出的單集電視劇，由小林薰主演。

## 劇情概要
佐治英雄（小林薰 飾）原在東京郊外的警察局工作，十年前已退休，其後仍住在同一地區。某日，一位名為北嶺亞弓（尾野真千子 飾）的刑警為了調查當地一件殺人事件而前來拜訪佐治。該事件的被害男子，曾經在佐治擔任警察時期因跟蹤年輕女性而被佐治逮捕。男子服刑結束後，又攻擊了該名女子並使其受傷。佐治至今仍對此事深感遺憾，認為當時自己若能多加注意便能防患於未然。
隨著調查工作的進行，北峰根據手上發現的證據，開始懷疑看似老實的佐治是殺害男子的真凶。而佐治察覺到自己被懷疑是兇手時，雖然帶著曾經身為警察的自尊心欲試圖證明自己的清白，但於此同時，內心亦產生了動搖，忍不住懷疑起自己是否為兇手，因為自己患有老年癡呆症。
想要相信自己清白的佐治和冷靜追查案件的北峰，逐漸地走入了佐治的心靈迷宮。

## 登場人物
- 佐治英雄：小林薰

住在東京郊外的前警察。
- 北嶺亞弓：尾野真千子

東京刑警，因殺人事件而開始對佐治展開調查。
- 楢崎康英：橋本潤

醫生，照顧獨居的佐治。意識到佐治患上了癡呆症並試圖幫助佐治。
- 稻岡勇也：松澤匠（日语：松澤匠）

町田北署所屬的年輕刑警，與亞弓一起調查殺人事件。
- 奥田沙苗：鞘師里保

前地下偶像，因憧憬偶像此行業而前往東京，跟蹤自己的男人雖然被佐治逮捕，但佐治退休後跟蹤者又故態復萌。
- 檜澤肇：西村和泉（日语：郭智博）

沙苗的瘋狂粉絲。甚至搬到了沙苗的住處附近。
- 內山宗史郎：螢雪次朗（日语：螢雪次朗）

木匠。與佐治是多年好友，身兼消防團長，也是保護社區的可靠力量。
- 佐治花澄：中越典子

佐治女兒。在東南亞各國參與國際合作項目，但獲知獨居的父親出現癡呆的症狀後緊急返回日本。
- 佐治鮎子：筒井真理子（日语：筒井真理子）

佐治妻子。佐治退休後，夫妻倆買了一間小屋居住，但於幾年前去世。鮎子是最理解佐治的人。
- 安原芳江：阿南敦子（日语：阿南敦子）

佐治家附近超市的收銀員。
- 北嶺忠司：岡本篤（日语：岡本篤）

亞弓的丈夫。
- 斗川亨：室井響（日语：室井響）

佐治經常光顧的便利商店的店員。
- 菊川：畦田瞳（日语：畦田ひとみ）

附近超市的收銀員。安原的後輩。
- 上司：佐藤誓（日语：佐藤誓）

亞弓的上司。
- 保育士：村崎真彩

亞弓的女兒所在的保育所的保育士。
- 內山寛人：山形匠（日语：山形匠）

事件發生當日，提供「看見佐治在檜澤的公寓前」的證詞。
- 森山：齊藤光（日语：斉藤ひかり）

楢崎診所的護士。

## 製作團隊
- 編劇：大森美香
- 配樂：河野伸（日语：河野伸）
- 製作人：後藤高久（NHK事業）、磯智明（日本放送協會）
- 導演：片岡敬司（日语：片岡敬司）
- 製作：NHK

## 獲得獎項
- 銀河賞：2025年月間賞（2月）